# Тюгай, Матфей Фёдорович
Матфей Фёдорович Тюгай, упоминается также как Дю Гван Му, Тю Гван Му, Матфей Чу (15 сентября 1908 года, село Лукьяновка, Спасский уезд, Приморский край — в начале 1990-х годов, Ташкент) — северокорейский военный деятель, генерал-лейтенант, заместитель министра МВД КНДР, руководитель Главного Управления МВД КНДР. Военный комендант Сеула во время Корейской войны. Из корё-сарам.

## Биография
Родился в 1908 году (по другим сведениям — в 1907 году) в крестьянской семье в селе Лукьяновка Приморского края. В 1921 году вступил в ВЛКСМ. После окончания школы поступил на курсы механизации, после которых трудился трактористом в местном колхозе. Позднее получил высшее образование по специальности «экономист-плановик». Трудился оперуполномоченным в плановой комиссии Черниговского района Дальневосточного края. В 1937 году депортирован в Узбекскую ССР. Обучался в Ташкентском транспортном институте и позднее — в Московском институте железнодорожного транспорта. В 1941 году вступил в ВКП(б). В 1947 году окончил Ташкентскую партийную школу.
В 1947 году отправлен в Северную Корею в составе так называемой «группы 37» для организации государственных структур КНДР. Принял гражданство КНДР. С октября 1947 по август 1948 года — исполняющий обязанности заместителя начальника административного отдела и начальника уголовного розыска МВД КНДР. С августа 1948 по июль 1950 года — начальник Главного Управления МВД провинций Хванхе и Кенги.
Участвовал в Корейской войне. В июне 1950 года, после того, как китайские войска взяли Сеул, был назначен военным комендантом этого города. С марта 1951 года — на различных должностях Центрального аппарата МВД КНДР. Был заместителем министра МВД КНДР, руководителем Главного Управления МВД КНДР.
В 1961 году возвратился в СССР. Проживал в Ташкенте. Скончался в начале 1990-х годов. Похоронен в Ташкенте.
Награды
- Орден Государственного флага 2 и 3 степени
- Орден Красного Знамени
- Орден Отечественной войны 2 степени
- Медаль «За доблестный труд в Великой Отечественной войне 1941—1945 гг.»